# Fresnoy-le-Grand
Fresnoy-le-Grand és un municipi francès del departament de l'Aisne, als Alts de França.
Forma part de la Communauté de communes du Pays du Vermandois.

## Administració
Des de 2001 és alcalde Raymond Lavallery.

## Demografia
- 1962: 2.995 habitants.
- 1975: 3.729 habitants.
- 1990: 3.581 habitants.
- 1999: 3.272 habitants.
- 2007: 3.019 habitants.
- 2008: 3.045 habitants.[1]

## Llocs i monuments
- Fàbrica tèxtil "La Filandière": última empresa tèxtil de la Picardia on es practicà el tissatge. És classificat monument històric des de 1997. S'hi fan exposicions temporals regularment sobre el tèxtil.
- És una Ciutat florida. El 2007 se li va atribuir una flor.

## Personalitats lligades al municipi
- Francis Lalanne, cantant. Està lligat al municipi per a la seva implicació en la vida esportiva municipal. L'estadi té el seu nom.